# 谷丽萍
谷丽萍（1959年4月—），山东威海人，令计划的妻子，北京大学分校法律系（现北京联合大学应用文理学院法律系）畢業后分到北京市人民檢察院工作。她的父親原是軍樂團小號手，后轉業到北京圆明园當某工程隊黨支書記，期間認識了郊游的團中央的一批人。有人穿針引綫，把當時剛失戀的谷麗萍介紹給令計劃。谷麗萍和時任團中央宣傳處長的令計劃結婚後，調到中央團校圖書室工作。

## 生平
曾在多家IT公司担任董事长、总经理。她创办了青少年社会机构网站，被多家公司聘请为执行董事、顾问；曾任中国青少年宫协会副会长和秘书长。
2003年11月，在丈夫任中共中央办公厅主任不久后，谷丽萍创建了公益组织“中国青年创业国际计划”（YBC），自任副理事长，总干事。《澳洲日报》报道，这个公益组织成立当天，各大中外企业就“孝敬”了数亿元。成立基金主要是为了更方便地投资或逃税，更主要是掩盖权钱交易。博讯網報導消息，令计划的妻子谷丽萍在2012年12月3日被捕，和贪腐及她儿子车祸的处理有关。据悉，有数人因此被捕，此举应该是针对令计划家族腐败，谷丽萍也卷入了铁道部刘志军的巨大贪污案。随后事实证明，谷丽萍并没被捕。
2014年12月26日，据海外华文媒体《明镜邮报》引述知情人士透露，令计划的妻子谷丽萍在丈夫被中纪委宣布调查前三天闻风逃亡，在内地上市公司北大方正管理层的协助下，企图经海路逃亡日本，但在2014年12月24日于青岛（另一说在宁波的一所尼姑庵）被捕。据悉，12月19日凌晨谷等人在北京北大博雅酒店六层与北大方正总裁李友等人开会，秘商销毁“山西帮”罪证时，遭公安和武警围剿，但在黑社会等人员的掩护下逃离京城。警方控制了藏匿在酒店内的其他罪嫌及黑社会成员。三天后，即12月22日官方宣布令计划涉嫌严重违纪接受调查；24日下午，准备逃亡日本的谷被警方抓获。
学习电台JetSet 引述，谷丽萍早年与儿子在日本京都购买共值3.8亿美元的两套豪宅，至今已升值至5亿美元。
西山会是由令计划组织的山西帮金权帝国，发改委前副主任刘铁男、铁道部长代理人丁书苗等晋籍高官权贵都是这个地下组织的成员。方正集团李友等人长期投资西山会，花费大量资金，而平时西山会则由谷丽萍一人打理。令氏夫妇的独子令谷，2012年死于车祸前，还组织了西山会第二代俱乐部。